# David Byrne (calciatore)
David Stuart Byrne (Londra, 5 marzo 1961) è un allenatore di calcio ed ex calciatore inglese, di ruolo centrocampista o difensore.

## Caratteristiche tecniche
Poteva giocare sia da esterno destro di centrocampo che da terzino destro.

## Carriera

### Giocatore
Gioca per vari anni in club semiprofessionistici delle serie minori inglesi (il livello più alto raggiunto è la Division One della Isthmian League, ovvero la settima divisione dell'epoca, da cui conquista una promozione in sesta divisione nella stagione 1984-1985) fino all'estate del 1985, quando viene tesserato dal Gillingham, club della terza divisione inglese, con cui nella stagione 1985-1986 all'età di 24 anni esordisce tra i professionisti mettendo a segno 3 reti in 23 partite di campionato. A fine stagione viene ceduto al Millwall, club di seconda divisione, con cui tra il 1986 ed il 1988 mette a segno 6 reti in 63 presenze in questa categoria, dalla quale al termine della sua seconda stagione in squadra conquista una promozione in prima divisione (la prima della storia del club) vincendo il campionato. Nella stagione 1988-1989 viene ceduto in prestito prima al Cambridge Utd (4 presenze in quarta divisione) e poi al Blackburn (4 presenze in prima divisione), per poi infine passare a titolo definitivo al Plymouth, club di seconda divisione, dove rimane fino ai primi mesi della stagione 1990-1991 totalizzando complessivamente 59 presenze e 6 reti in partite di campionato, intervallate da un breve periodo in prestito ai Bristol Rovers, con cui nella stagione 1989-1990 gioca 2 partite in terza divisione. Nella stagione 1990-1991 gioca poi in seconda divisione anche con il Watford (17 presenze ed una rete), mentre nella stagione 1991-1992 viene ceduto in prestito prima al Reading (7 presenze e 2 reti in terza divisione) e poi al Fulham (5 presenze in terza divisione); nel gennaio del 1993 viene invece ceduto in prestito agli Shamrock Rovers, con cui gioca 4 partite nella prima divisione irlandese. Passa poi a titolo definitivo agli scozzesi del St. Johnstone, con cui disputa 12 partite nella prima divisione scozzese. Dal 1993 al 1995 gioca altre 35 presenze nella prima divisione scozzese con il Partick Thistle, intervallate da un prestito (12 presenze) nella terza divisione al Walsall nella seconda metà della stagione 1993-1994; nella parte conclusiva della stagione 1994-1995 gioca poi 6 partite nella seconda divisione scozzese con il St. Mirren. Nell'estate del 1995 viene aggregato in prestito come riserva alla rosa del Tottenham che prende parte alla Coppa Intertoto, non scendendo comunque mai in campo nella competizione. Lasciati gli Spurs gioca 10 partite nella terza divisione scozzese con l'Ayr Utd, ritirandosi infine al termine della stagione 1996-1997 dopo un biennio (47 presenze ed una rete) agli Albion Rovers, nella quarta divisione scozzese.

### Allenatore
Dopo aver allenato nelle giovanili del Plymouth ha allenato nelle giovanili dello Swindon Town, dove per un anno è anche stato vice della prima squadra, della quale è inoltre stato anche allenatore ad interim in 2 diversi periodi.

## Palmarès

### Giocatore

#### Club

##### Competizioni regionali
- Middlesex Senior Cup: 1

Hayes: 1981-1982
- London Senior Cup: 1

Kingstonian: 1983-1984

##### Competizioni nazionali
- Campionato inglese di seconda divisione: 1

Millwall: 1987-1988

#### Individuale
- Capocannoniere del campionato irlandese: 1

1926-1927 (17 gol)